# رزقة أماي
قرية رزقة أماي هي إحدى القرى التابعة لمركز كفر الشيخ في محافظة كفر الشيخ في جمهورية مصر العربية. حسب إحصاءات سنة 2006، بلغ إجمالي السكان في رزقة رزقة أماي 3544 نسمة، منهم 1784 رجل و1760 امرأة.

## التاريخ
قرية رزقة أماي من القرى القديمة، حيث وردت باسم «منية أمويه» في أعمال الغربية ضمن قرى الروك الصلاحي التي أحصاها ابن مماتي في كتاب قوانين الدواوين، كما وردت باسم «منية أمويه» في أعمال الغربية ضمن قرى الروك الناصري التي أحصاها ابن الجيعان في كتاب «التحفة السنية بأسماء البلاد المصرية». وفي العصر العثماني وردت باسم «منية أمويه» في التربيع العثماني الذي أجراه الوالي العثماني سليمان باشا الخادم في عصر السلطان العثماني سليمان القانوني ضمن قرى ولاية الغربية، وفي تاريخ 1228هـ/1813م الذي عدّ قرى مصر بعد المسح الذي قام به محمد علي باشا باسم «رزقة أمييه» ضمن قرى مديرية الغربية. وفي سنة 1297هـ/1880م، تغير الاسم إلى «رزقة أماي».